# Eric Adelberger
Eric George Adelberger (né le 26 juin 1938 à Bryn Mawr, en Pennsylvanie) est un physicien nucléaire expérimental et métrologue gravitationnel américain.

## Biographie
Adelberger est ancien élève de la Washington-Lee High School (connue maintenaut sous le nom de Washington-Liberty High School (en)). Il étudie au California Institute of Technology (Caltech), où il est motivé par Richard Feynman. À Caltech, Adelberger obtient un B. Sc. en 1960 et un Ph. D. en 1967 sous la direction de Charles A. Barnes (1921-2015),,,.
Adelberger est chercheur postdoctoral à Caltech de 1967 à 1968 et chercheur associé à l'université Stanford de 1968 à 1969. De 1969 à 1971, il est professeur assistant à l'université de Princeton. Il est professeur assistant à l'université de Washington à Seattle, de 1971 à 1972, professeur associé de 1972 à 1975 et professeur titulaire de 1975 à 2007. Il prend sa retraite en 2007 en tant que professeur émérite. De 1978 à 1981, Adelberger est rédacteur adjoint des Physical Review Letters.

## Recherche
Ses recherches ont porté sur la physique nucléaire expérimentale (y compris les symétries fondamentales des noyaux et la structure nucléaire) et la physique gravitationnelle expérimentale.
Au sein du groupe Eöt-wash de l'Université de Washington, Adelberger a étudié la validité de la loi de gravitation de Newton jusqu'à de petites distances, inférieures aux distances minimales testées précédemment, dans la plage du millimètre. En 2007, le groupe a pu exclure les dimensions supplémentaires supérieures à 44 microns et espère alors pouvoir poursuivre l'expérience jusqu'à quelques microns,,.Grâce à un équilibre de torsion amélioré, ils ont également testé le principe d'équivalence pour diverses substances et à des distances allant de 1 mètre à de très grandes distances (de la Terre jusqu'au centre de la Voie lactée). Ils ont établi de nouveaux records de précision en 2006 et 2008 pour la force d'Eötvös avec une précision qui n'a été améliorée qu'avec l'expérience du satellite orbital MICROSCOPE en 2017.

## Honneurs

### Prix
En 1982, Adelberger reçoit le Humboldt Senior Scientist Award. En 1985, il reçoit le Prix Tom W. Bonner en physique nucléaire pour « ses contributions exceptionnelles dans l'utilisation des noyaux pour étudier les symétries fondamentales, en particulier les études sur la violation de parité et le mélange d'isospins ». En 2021, il est lauréat, conjointement avec Blayne Heckel et Jens H. Gundlach, du Breakthrough Prize in Fundamental Physics pour « des mesures fondamentales de précision qui testent notre compréhension de la gravité, sondent la nature de l'énergie noire et établissent des limites aux couplages avec matière noire ».

### Sociétés savantes
Adelberger a été élu en 1978 membre de l'American Physical Society (APS), en 1994 membre de la National Academy of Sciences et en 1998 membre de l' American Academy of Arts and Sciences.

## Publications (sélection)
- E. G. Adelberger et W. C. Haxton, « Parity Violation in the Nucleon-Nucleon Interaction », Annual Review of Nuclear and Particle Science, vol. 35, no 35,‎ 1985, p. 501–558 (DOI 10.1146/annurev.ns.35.120185.002441)
- Y. Su, B. R. Heckel, E. G. Adelberger et J. H. Gundlach, « New tests of the universality of free fall », Physical Review D, vol. 50, no 6,‎ 1994, p. 3614–3636 (DOI 10.1103/PhysRevD.50.3614)
- Eric G. Adelberger, Sam M. Austin, John N. Bahcall et A. B. Balantekin, « Solar fusion cross sections », Reviews of Modern Physics, vol. 70, no 4,‎ 1998, p. 1265–1291 (DOI 10.1103/RevModPhys.70.1265, arXiv astro-ph/9805121) (plus de 900 citations)
- C. D. Hoyle, U. Schmidt, B. R. Heckel et E. G. Adelberger, « Submillimeter Test of the Gravitational Inverse-Square Law: A Search for "Large" Extra Dimensions », Physical Review Letters, vol. 86, no 8,‎ 2001, p. 1418–1421 (PMID 11290157, DOI 10.1103/PhysRevLett.86.1418, arXiv hep-ph/0011014)
- E.G. Adelberger, B.R. Heckel et A.E. Nelson, « Tests of the Gravitational Inverse-Square Law », Annual Review of Nuclear and Particle Science, vol. 53,‎ 2003, p. 77–121 (DOI 10.1146/annurev.nucl.53.041002.110503, Bibcode 2003ARNPS..53...77A, arXiv hep-ph/0307284, S2CID 11174631) (over 900 citations)
- C. D. Hoyle, D. J. Kapner, B. R. Heckel et E. G. Adelberger, « Submillimeter tests of the gravitational inverse-square law », Physical Review D, vol. 70, no 4,‎ 2004, p. 042004 (DOI 10.1103/PhysRevD.70.042004, Bibcode 2004PhRvD..70d2004H, arXiv hep-ph/0405262, S2CID 15002909)
- E. G. Adelberger, A. García, R. G. Hamish Robertson et K. A. Snover, « Solar fusion cross sections. II. The pp chain and CNO cycles », Reviews of Modern Physics, vol. 83, no 1,‎ 2011, p. 195–245 (DOI 10.1103/RevModPhys.83.195, Bibcode 2011RvMP...83..195A, arXiv 1004.2318, S2CID 119117147) (over 800 citations)
- T. W. Murphy, E. G. Adelberger, J B R. Battat et C. D. Hoyle, « APOLLO: Millimeter lunar laser ranging », Classical and Quantum Gravity, vol. 29, no 18,‎ 2012, p. 184005 (DOI 10.1088/0264-9381/29/18/184005, Bibcode 2012CQGra..29r4005M, S2CID 13240200)
- W. A. Terrano, E. G. Adelberger, J. G. Lee et B. R. Heckel, « Short-Range, Spin-Dependent Interactions of Electrons: A Probe for Exotic Pseudo-Goldstone Bosons », Physical Review Letters, vol. 115, no 20,‎ 2015, p. 201801 (PMID 26613430, DOI 10.1103/PhysRevLett.115.201801, Bibcode 2015PhRvL.115t1801T, arXiv 1508.02463, S2CID 34586270)
- J. G. Lee, E. G. Adelberger, T. S. Cook et S. M. Fleischer, « New Test of the Gravitational 1/ r 2 Law at Separations down to 52 μm », Physical Review Letters, vol. 124, no 10,‎ 2020, p. 101101 (PMID 32216404, DOI 10.1103/PhysRevLett.124.101101, Bibcode 2020PhRvL.124j1101L, arXiv 2002.11761, S2CID 211532741)
- E. A. Shaw, M. P. Ross, C. A. Hagedorn et E. G. Adelberger, « Torsion-balance search for ultra low-mass bosonic dark matter », Physical Review D, vol. 105, no 4,‎ 2022, p. 042007 (DOI 10.1103/PhysRevD.105.042007, Bibcode 2022PhRvD.105d2007S, arXiv 2109.08822, S2CID 237571682)